# 山口市議会
山口市議会（やまぐちしぎかい）は、山口県の県庁所在地である山口市の議会。議事堂は山口市役所議会棟。本項では、山口市議会と前身である山口町会、山口市会についても合わせて述べる。

## 概要
山口市議会は、主権者である山口市民により議会議員選挙で選出された議員で構成される市の行政、議決をおこなう機関のことである。1889年（明治22年）に発足した山口町会を経て、1929年（昭和4年）の市制施行とともに成立した。官選制度のもと市議会議員30人が選出され、第一回山口市議会が開かれる。第二次世界大戦後の1947年（昭和22年）、地方自治法が施行され、同年4月民選制度による第一回市議会議員選挙が執行された。2016年5月現在、議員の任期4年。定数34人。議会を運営する市議会議員は、2022年4月24日に行われた選挙により選ばれ、任期満了を2026年（令和8年）4月30日までと定められ、同年度中に選挙執行が予定されている。
議会は、3月、6月、9月、12月の一年に4度開催される定例会と必要に応じて開催される臨時会の二種類の本会議で議員を招集することを「山口市議会の定例会の招集時期を定める規則」などの条例で定めている。議会を代表し、議会秩序の保全、順序などの本会議運営、議会事務の処理などの務めを果たす役割として議長が、その役割を補佐ないし代理する勤めを副議長が担うことを定められている。定例会ごとに広報、やまぐち市議会だより（英語名はYamaguchi City Assembly News）を発行している。
- 定数：34人
- 欠員：3人
- 任期：4年（2022年5月1日から2026年4月30日まで）
- 選挙区：市全体を1選挙区とする大選挙区制（単記非移譲式）
- 議長：入江幸江（未来志行山口）※山口市議会初の女性議長[8]
- 副議長：冨田正朗（南部の風）[8]
正副議長は2年での交代が慣例[8]

## 歴史
1888年（明治21年）4月25日に町村制が公布され、翌1889年に内務省より認可された山口町が誕生し、町会が成立した。当時の町会は、公民によって形成され、2年以上山口町に住居を構え、直接国税を2円以上納める男子戸主に地方参政権を与えていた。任期6年。明治、大正の二度にわたる合併を経て、1929年（昭和4年）4月10日、吉敷郡吉敷村を編入し町村制から市制に移行し、山口市会を発足させた。第二次世界大戦後、1947年（昭和22年）地方自治法が施行され、同年4月民選制度による第一回市議会議員選挙が執行、山口市議会が誕生した。1961年（昭和36年）に山口市役所（旧棟）が完成し、1977年(昭和52年）に今の議会棟が建設された。2006年（平成18年）に議会広報として「やまぐち市議会だより」を創刊した。平成の時代において周囲5町（小郡町、秋穂町、阿知須町、徳地町、阿東町）と合併し新制山口市議会としての議会選挙を施行し現在に至る。二度の合併では、2008年（平成20年）3月28日 に山口市議会は2007年（平成19年）1月22日の田中祥隆阿東町長と阿東町議会議長からの合併協議の申し入れの受け入れを表明した。「山口市・阿東町合併推進協議会」を設置審議し、2010年（平成22年）1月16日の合併を経て新たな市議会が開かれた。合併後の本会議は、同年実施される選挙までの期間を旧阿東町町議会議員を合わせた47人の議会運営が執行された。2013年（平成25年）9月での定例会で7月28日に発生した豪雨被害に対する予算が組まれた。また、この本議会からインターネットによる録画中継が始まる。

## 施設
山口市議会は、山口市役所に位置し、議会棟の2階に議場、3階に39席分の傍聴席、市役所本庁舎2階に市政記者会見室、3階に正副の議長室と委員会室ならびに図書室、各党派別の個室などが設けられている。1977年(昭和52年)竣工。議会棟延床面積1,072m2。

## 事務局
市議会の内部組織として議会事務局がある。議会活動における事務処理などの補助機関としての役割を担う。本会議や委員会の会議録や資料の作成、市政の調査、議会広報（やまぐち市議会だより）や議会図書室などについての業務を、一方、議事課は、市の行政への意見や要望に対する事務などの業務を行う。

## 会派
2023年2月当時、議会には10の会派が存在していた。2022年の市議会後、自由民主党系の県央創造清風会・県央創造維新会が分裂や議員の移籍により未来志行山口・県都創生山口・ふるさと共創山口の3会派に再編され、同じく自由民主党系の自民クラブは高志会に名称を変更した。
（会派別名簿（2024年2月1日更新現在））
下表の所属議員欄の◎が各会派の代表者。
| 会派名                | 議員数 | 所属党派     | 所属議員                                                                      |
| --------------------- | ------ | ------------ | ----------------------------------------------------------------------------- |
| 未来志行山口          | 8      | 自由民主党系 | ◎馬越帝介、入江幸江、大來尚順、坂井芳浩、椙山俊哉、鳥養祐矢、原真也、米本太郎 |
| 県都創生山口          | 4      | 自由民主党系 | ◎瀧川勉、倉増賢治、野島義正、野村幹男                                         |
| 公明党                | 4      | 公明党       | ◎村上満典、栗林正、其原義信、山本敏昭                                         |
| 市民クラブ            | 3      | 立憲民主党系 | ◎部谷翔大、野村雄太郎、山見敏雄                                               |
| 高志会                | 3      | 自由民主党系 | 伊藤斉、有田敦、伊藤青波                                                      |
| 日本共産党            | 2      | 日本共産党   | ◎大田たける、尾上頼子                                                         |
| 徳孤会                | 1      | 無所属       | 山本浩二                                                                      |
| 地域政党 やまぐちの風 | 1      | 無所属       | 竹中一郎                                                                      |
| 最燃焼                | 1      | 無所属       | 安河内淳朗                                                                    |
| 英知会                | 1      | 無所属       | 宮川英之                                                                      |
| 継続力の会            | 1      | 無所属       | 植野伸一                                                                      |
| 南部の風              | 1      | 自由民主党系 | 冨田正朗                                                                      |
| 山口蒼志会            | 1      | 無所属       | 中野光昭                                                                      |
| 欠員                  | 3      |              |                                                                               |
| 計                    | 34     | 13会派       |                                                                               |

## 委員会
市議会には本会議とは別に専門性や効率化を図るために地方自治法と条例（山口市議会委員会条例）などの規範に従い、常任委員会と特別委員会および円滑な議会運営を協議する議会運営委員会を設置している。常任委員会は、任期を2年、定数を8ないし9人に定めた総務、教育民生、生活環境、経済建設の4つの常任委員会をまとめた名称であり、各議員がいずれかの委員会に必ず所属しなかればならないことを定めている。また、委員会は、委員長が招集するが、委員の半数に満たない場合会議を開くことはできない。特別委員会は必要に応じて、設置、審査を行う委員会であり任期は審議終了までである。2023年現在、特別委員会は置かれていない。
- 議会運営委員会（11人以内）
- 常任委員会：総務委員会（8人）、教育民生委員会（9人）、生活環境委員会（8人）、農林建設委員会（9人）、予算決算委員会（34人）
- 特別委員会：なし

山口市議会委員会（2024年2月16日現在）
| 委員会         | 定数 | 委員長                   | 副委員長                 |
| -------------- | ---- | ------------------------ | ------------------------ |
| 議会運営委員会 | 10   | 瀧川勉（県都創生山口）   | 馬越帝介（未来志行山口） |
| 総務委員会     | 08   | 原真也（未来志行山口）   | 山見敏雄（市民クラブ）   |
| 教育民生委員会 | 09   | 部谷翔大（市民クラブ）   | 中野光昭（山口蒼志会）   |
| 生活環境委員会 | 08   | 山本敏昭（公明党）       | 植野伸一（継続力の会）   |
| 農林建設委員会 | 09   | 野島義正（県都創生山口） | 山本浩二（徳孤会）       |

## 議員報酬
一か月の議員報酬は、一般の議員が449,000円と県庁所在地の市議会で最も低い。また、副議長が480,000円、議長が557,00円、期末手当は年二回、各々6月期に1.150月分を、12月期に1.165月分が支給される。
市議会は、2005年（平成17年）10月1日、山口市議会政務活動費の交付に関する条例を地方自治法に則り策定、施行施行した。条例で政務活動費は、会派に所属する議員1人対し、政務活動費として年額36万円を支給される。年度が明けた4月30日以内に、領収書を添付した一年間の収支報告書は、各会派の代表者によって議長に引き渡し審査され、市長に提出されなければならない。残った政務活動費は、収支報告書提出後30日以内に市長にすべて返す義務が定められている。近年において返還された政務活動費の残額は平成26年度が計1,707,169円、平成25年度が1,107,323円、平成24年度が1,678,527円、平成23年度が1,892,456円、平成22年度が1,328,697円、平成21年度が3,183,083円、平成20年度が2,746,527円、平成19年度が3,925,363円、平成18年度が1,699,100円と報告された。
- 月額
  - 議長：月額 557,00円
  - 副議長：月額 480,000円
  - 議員：月額 449,000円
- 期末手当：6月および12月
- 政務活動費：会派に所属する議員1人対し年額36万円支給

## 議会だより
- やまぐち市議会だより（発行：山口市議会 / 編集：市議会だより等編集委員会）
年4回（2月1日、5月1日、8月、11月15日）毎定例会終了後に発行[35]

## 議員定数
議会の定数は、2004年12月24日、地方自治法(昭和22年法律第67号)第91条第7項に基づいた例規（山口市、小郡町、秋穂町、阿知須町及び徳地町の廃置分合により新たに設置される「山口市」の議会の議員の定数に関する協議について）が施行され、34人と制定されている。
| 投開票日      | 定数 | 立候補者 |
| ------------- | ---- | -------- |
| 2006年4月23日 | 34   | 53       |
| 2010年4月25日 | 34   | 49       |
| 2014年4月27日 | 34   | 45       |
| 2018年4月22日 | 34   | 38       |
| 2022年4月24日 | 34   | 43       |

※2022年4月24日市議選投票率は過去最低を更新。

## 選挙
山口市議会議員は公職選挙法に基づき、4年に一度、満20歳以上の山口市在住で引き続き3か月山口市に住所を有する選挙権のある有権者による投票によって選ばれる。被選挙権は満25歳以上の市議会議員の選挙権を持つ者が立候補することができる。
山口市議会議員選挙は、4年に一度、山口市全域を選挙区とする大選挙区制（単記非移譲式）で執り行われる。前回は2014年4月27日に実施された。
選挙結果
2014年山口市議会議員一般選挙
当日有権者数：154,529人　最終投票率：49.34 %（前回比：-6.64ポイント）　定数：34人　立候補者数：45人
2010年山口市議会議員一般選挙
当日有権者数：154,938人　最終投票率：55.98%（前回比：-4.06ポイント）　定数：34人　立候補者数：49人
2006年山口市議会議員一般選挙
当日有権者数：146,820人　最終投票率：60.04%（前回比：-ポイント）　定数：34人　立候補者数：53人

## 不祥事
2014年7月3日、議員の澤田正之が釣具店で浮きを万引きした疑いで逮捕された。また覚醒剤の陽性反応が検出され、7月4日に再逮捕された。7月11日に辞職を表明し、2014年4月27日の市議選で次点だった部谷翔大が繰り上げ当選となった。

## その他
山口市議会では山口市議会規則第152条において議場会や委員会の会議室に入る際は、帽子、外套、襟巻、つえ、傘などを持ち込むことは禁止している。

## 出身者
首長
- 伊藤青波（元徳地町町長）
- 佐内正治（元山口市長）
- 合志栄一（元山口市長）
- 中野治介（元山口市長、元山口町議員、元衆議院議員）

国会議員
- 石村英雄（元衆議院議員）
- 吹田愰（元衆議院議員）

前職・元職
- 中原謙助（元山口町会議員、陸軍軍医）
- 柳井政雄[43]（元山口県議会議員、ユニクロの前身小郡商事代表） - 元小郡町議会議員、元山口市議会議員、元山口市人権教育推進委員長で、現在全日本同和会山口県連合会会長をつとめる澤田正之の父。また柳井正の伯父に当たる[43]。